# Fiat 626
L'Autocarro Unificato Fiat 626 fu un autocarro medio italiano prodotto dalla Fiat Veicoli Industriali.

## Storia
Il 626, insieme al corrispondente pesante Fiat 666, fu prodotto dal 1939 come autocarro "Unificato": dal 1937 infatti per legge il Ministero della Guerra imponeva a tutte le case costruttrici di autocarri civili delle caratteristiche standard per quanto riguarda peso, numero degli assi, velocità e portata, al fine di semplificare la logistica in caso di requisizione da parte delle forze armate. Il 626 ed il 666, che sostituirono sulle linee di montaggio rispettivamente i Fiat 621 e Fiat 632, furono i primi autocarri della casa torinese con cabina avanzata, ovvero con il motore totalmente contenuto all'interno della cabina. Il telaio era a longheroni su due assi, con ruote anteriori direttrici e posteriori gemellate motrici, interasse (nel modello a passo lungo) di 3,32 metri e carreggiata di 1,72 metri; il motore diesel Fiat 326 a 6 cilindri da 5750 cm³ sviluppava 70 hp a 2200 giri al minuto ed era caratterizzato dall'innovativa disposizione su guide che permetteva una semplice e rapida sostituzione. Il cambio era a 4 marce avanti ed una retro.
La prima versione prodotta fu appunto quella diesel per il mercato civile, ovvero la N (Nafta), dalla quale furono estrapolate la versione coloniale NC e quella a passo lungo NL (Nafta Lungo). Quest'ultima versione fu acquisita dal Regio Esercito e dalla Regia Aeronautica e ribattezzata NLM (Nafta Lungo Militare). Gli autotelai del 626N ed NL trovarono innumerevoli applicazioni ed allestimenti da parte delle carrozzerie specializzate, dai vari tipi di autobus all'autoscala dei vigili del fuoco. Dal NL fu derivata anche una trattrice per semi-rimorchi, chiamata TNL, con un P.T.T. combinato di 14 tonnellate.
In vista della spedizione in Russia, si provvide a montare sul NLM un motore a benzina Fiat 226 da 5750 cm³ da 70 hp, più adatto alle basse temperature, ed un serbatoio maggiorato; tale versione venne ribattezzata BLM (Benzina Lungo Militare), mentre la stessa versione a trazione integrale 4×4 venne ribattezzata Fiat 625.
Oltre ai mezzi standard, la Fiat mise in produzione anche due telai speciali, uno allungato e ribassato, chiamato 626RB (Ribassato Benzina) ed uno destinato agli allestimenti autobus chiamato 626RNL (Ribassato Nafta Lungo). La versione autobus, molto diffusa anche nel dopoguerra, era omologata per 27 posti, più 32 nell'eventuale rimorchio. Uno di questi pullman, soprannominato “il Conte Rosso” era usato per il leggendario Grande Torino per i suoi spostamenti, e fece parte (vuoto) del corteo funebre della squadra dopo la Tragedia di Superga  (4 maggio del 1949).
La produzione del 626 terminò nel 1948 con oltre 10000 esemplari venduti.

## Impiego militare
Il Fiat 626 fu acquisito nel 1939 da Regio Esercito e Regia Aeronautica e fu ampiamente utilizzato su tutti i fronti della seconda guerra mondiale ed in quasi tutte le versioni, sia quelle specificatamente militari, sia quelle civili dei mezzi requisiti.
Impiego nei vari eserciti :
- Italia : 28.170,
- Francia : 1.650, di cui 700 unità consegnate prima del 10 giugno 1940,
- Germania : 3.346 (+ quelli requisiti in fabbrica ?)
- Bulgaria : 100.

N.B. : La Fiat non ha mai comunicato ufficialmente il numero dei veicoli consegnati agli eserciti stranieri.

### Fiat 626NLM e 626RNL
Il 626 Nafta Lungo Militare differiva dalla mezzo civile NL essenzialmente per la presenza di bloccaggio del differenziale, del filtro dell'aria ad olio e per il cassone in legno a sponde laterali fisse. Venne adottato nelle versioni:
- versione base con cassone in legno da 3 t di portata,
- Autobotte,
- Autopompa,
- Cucina campale
- Autoambulanza, ampiamente diffusa nelle unità sanitarie dell'esercito,
- 626RNL autobus a telaio abbassato ed allungato a 27 posti,
- Motrice Autotreno Radio: questo 626NLM cabinato montava una stazione radio ricevente e trainava un radiogoniometro E393 N su rimorchio Viberti tipo corto Mod. 1940, formando il complesso Autotreno Radio in servizio con la Regia Aeronautica.
- Autocarro blindato: versione veicolo trasporto truppe ottenuta nel 1941 per modifica sul campo in Africa settentrionale italiana; la cabina veniva protetta con lastre blindate, mentre il cassone veniva trasformato in vano di combattimento per la fanteria, a cielo aperto, tramite l'applicazione sulle sponde di piastre corazzate da trincea, munite di feritoia. Simili conversioni, a livello ancora più artigianale, furono riproposte dai tedeschi in Italia settentrionale verso la fine dell'occupazione ed impiegate nel contrasto ai partigiani.

Dei 1.650 mezzi ordinati dall'Armée de terre francese, ne furono consegnati 700 prima della dichiarazione di guerra il 10 giugno 1940.
La versione militare 626NLM, presentata come moderna, affidabile ed adatta ad ogni terreno, rivelò invece gravi carenze durante l'uso in Africa settentrionale, soprattutto a causa del sottopotenziamento del motore, la scarsa manovrabilità e la rapida usura in mancanza di specifici filtri ad olio, poi adottati.
Dopo l'armistizio la produzione del 626NLM continuò per i tedeschi, che lo chiamarono Lastkraftwagen 3 t Fiat (i) Typ 626 e che fu prodotto in 3.346 esemplari, impiegati sia in Italia che su altri fronti (come ad esempio la Normandia, ed assegnati anche all'Esercito Nazionale Repubblicano.
Rimase in servizio fino agli anni cinquanta con l'Esercito Italiano.

### Fiat 626BLM e 625
Il 626 Benzina Militare a passo Lungo fu elaborato proprio per le forze armate in previsione dell'impiego sul fronte russo. Il motore a benzina, con sistema di preriscaldamento ad etere, era pensato per un più semplice avviamento alle basse temperature, mentre il serbatoio maggiorato aumentava l'autonomia del mezzo sulle immense distese tipiche di quel teatro. Nonostante ciò, il mezzo ripresentò i problemi strutturali già riscontrati in Africa dalla versione diesel.
Il Fiat 625, versione a trazione integrale del 626 a benzina, dimostrò invece prestazioni eccellenti, ma l'armistizio del 1943 ne bloccò lo sviluppo senza che il mezzo entrasse in produzione.

### Fiat 626GL e 628N
Dopo l'Armistizio di Cassibile, i tedeschi, che occupavano l'Italia settentrionale e ne controllavano gli stabilimenti, oltre ad acquisire la versione N in più di 3000 esemplari, ordinò alla Fiat, a causa dello scarseggiare dei combustibili fossili, la versione 626GL a gassogeno.
Nell'ultimo anno di guerra infine la Wehrmacht immise in servizio il Fiat 628N. Si trattava del normale autotelaio del diesel 626NM, che montava ruote di tipo tedesco e sul quale venne installata la cabina "Einheit", ovvero una cabina standardizzata, usata per esempio anche sul Lancia 3Ro e sul Fiat-SPA T40, costruita in legno per economizzare i metalli.

## Caratteristiche tecniche
| Modello                                                                | Anni di produzione | Tipo di motore | Cilindrata cm³ | Potenza            | P.T.T. (in tonnellate) |
| ---------------------------------------------------------------------- | ------------------ | -------------- | -------------- | ------------------ | ---------------------- |
| Fiat 626N - autocarro, autobus diesel                                  | 1939 - 1940        | Fiat 326       | 5750           | 70 a 2200 giri/min | 6,7                    |
| Fiat 626NC - diesel coloniale                                          | 1939 - 1940        | Fiat 326       | 5750           | 70 a 2200 giri/min | 7,1                    |
| Fiat 626NL, RNL - passo lungo; autotelaio, autocarro, autobus - diesel | 1939 - 1940        | Fiat 326       | 5750           | 70 a 2200 giri/min | 7,6                    |
| Fiat 626NLM - diesel militare                                          | 1940 - 1945        | Fiat 326       | 5750           | 65 a 2200 giri/min | 7,1                    |
| Fiat 626BLM, 625 - benzina militare                                    | 1941 - 1945        | Fiat 326       | 5750           | 70 a 2200 giri/min | 7,1                    |
| Fiat 626RB - benzina - ribassato, passo lungo                          | 1941 - 1942        | Fiat 326       | 5750           | 75 a 2200 giri/min | 7,1                    |
| Fiat 626GL - gassogeno militare                                        | 1944 - 1945        | Fiat 326       | 5750           |                    |                        |
| Fiat 626TNL - trattore per semi-rimorchi                               | 1945 - 1948        | Fiat 326       | 5750           | 70 a 2200 giri/min | 14                     |

## Galleria d'immagini

Un 626NL Idroschiuma dei Vigili del Fuoco (1940).
Fiat 626BLM.
Un 626BLM dei Vigili del Fuoco.
Una trattrice 626TNL con semi-rimorchio.
Un 626RNL Autobus del Regio Esercito.
Un 626NLM Autoambulanza del Regio Esercito.
Un 626NLM Blindato adoperato dalle truppe tedesche.
Fiat 628N.
Un 626RB Autopompa in servizio presso il comando provinciale dei Vigili del Fuoco di Brindisi (1940).
Motrice autotreno radio della Regia Aeronautica.
Il Radiogoniometro E393 N su rimorchio Viberti tipo corto Mod. 1940, insieme alla Motrice autotreno radio su Fiat 626NLM, formava l'Autotreno radio della Regia Aeronautica.